# Clingepolder
De Clingepolder is de polder waarin zich het dorp Clinge bevindt. Ook de plaats Kapellebrug bevindt zich in deze polder.

## Geschiedenis
De Clingepolder werd ingedijkt in 1616 als Nieuw bedijkten polder van Rietvelt, alias de Clinge. Dit geschiedde nadat de polder, toen De Clinge genaamd, in 1596 was geïnundeerd. De polder werd in het westen begrensd door de Gentsevaart. In 1672 werd de polder, ter verdediging tegen de Fransen, opnieuw voor korte tijd onder water gezet, en in 1674 geschiedde zulks opnieuw, doch nu vanwege dijkdoorbraak. Ook bij de stormvloeden van 1682 en 1715 werd de polder nog voor korte tijd overstroomd. Bij de droogmaking in 1683 werd de polder nog in westwaartse richting uitgebreid met 135 ha, de Oversprong van de Clingepolder genaamd.
In 1664 werd de Rijksgrens vastgesteld, waarbij 500 ha van de polder aan de Zuidelijke Nederlanden werd toegewezen. Dit werd de Zuidpolder van Clinge, ook  's-Konings Clinge, waarin het dorp De Klinge is gelegen. Het Nederlandse deel, feitelijk de Noordpolder van Clinge, is 1100 ha groot.
Het zuidelijk deel van de Noordpolder is wat hoger gelegen, aangezien het op de overgang naar het Waasland is gelegen. Dit deel is vermoedelijk droog gebleven en hier zijn nog oudere perceelscheidingen terug te vinden.

## Natuurgebied
Het oostelijk deel van de polder bevat een paar wielen, gevolg van dijkdoorbraken vanuit de nabijgelegen Groot-Kieldrechtpolder. Het betreft de Weeltjes en de Kriekeputten. Voorts ligt er een zandwinningsplas, waarvan de omgeving beplant is met bos.
Burghpolder · Clinge- en Kieldrechtpolders · Clingepolder · Dullaertpolder · Eekenissepolder · Graauwsche Polders · Havenpolder · Hertogin Hedwigepolder · Hoof- en Molenpolder · Hooglandpolder · Kieldrechtpolders · Kievitpolder · Kleine Molenpolder · Koningin Emmapolder · Langendampolder · Louisapolder · Mariapolder (Hulst) · Melopolder · Mispadpolder · Molenpolder (Hulst) · Nijspolder · Noordhofpolder · Oude Graauwpolder · Oudelandpolder · Polders tussen Lamswaarde en Hulst · Polders van Hontenisse en Ossenisse · Saaftingepolders · Saeftingepolder · Ser-Pauluspolder · Stoofpolder · Van Alsteinpolder · Vitshoek · Willem-Hendrikspolder · Zandpolder · Zoutepolder